# Край Босфора...
Край Босфора... е телевизионно предаване на телевизия СКАТ, което се излъчва всеки понеделник в рамките на един час. Първото предаване е излъчено на 2 май 2017 г. Автор и водещ на предаването е Любомир Желев. Негова основна тема е коментар на политическите събития в Турция, които пряко засягат междудържавните отношения с България.